# 파티마의 기적 (1952년 영화)
파티마의 기적(The Miracle Of Our Lady Of Fatima)은 미국에서 제작된 존 브람 감독의 1952년 드라마 영화이다. 길버트 롤랜드 등이 주연으로 출연하였고 브라이언 포이 등이 제작에 참여하였다.

## 출연

### 주연
- 길버트 롤랜드
- 안젤라 클락

### 조연
- 프랭크 실베라
- 제이 노벨로
- 리처드 헤일
- 노먼 라이스
- 프란시스 모리스
- 칼 밀레타이르
- 쉐리 잭슨

## 같이 보기
- 파티마의 성모